# لوک خوش‌دست
لوک خوش‌دست (به انگلیسی: Cool Hand Luke) فیلمی در ژانر فیلم زندان به کارگردانی استوارت روزنبرگ با بازی پل نیومن و جرج کندی ساخته کشور آمریکا در سال ۱۹۶۷ است. جرج کندی برای بازی در این فیلم برنده جایزه اسکار شد.

## داستان
لوک جکسون، کهنه‌سرباز جنگ، در حالت مستی چندین دستگاه پارکومتر را می‌شکند و به دو سال حبس در زندان فلوریدا محکوم می‌شود…